# Otto Pöggeler
Otto Pöggeler, né à Attendorn le 12 décembre 1928 et mort à Bochum le 10 décembre 2014, est un philosophe allemand. Il est l'un des principaux représentants de la philosophie herméneutique. Ses thèmes sont la philosophie de Hegel et de l'idéalisme allemand, la phénoménologie et la philosophie herméneutique, la théorie des sciences humaines, la philosophie pratique et la philosophie de l'art. Il est directeur du Hegel-Archiv de Bochum de 1968 à 1994. 

## Biographie
Otto Pöggeler soutient sa thèse de doctorat à l'université de Bonn en 1955 (sur Hegel critique du romantisme) puis sa thèse d'habilitation à l'université de Heidelberg en 1966 (sur Les écrits de jeunesse de Hegel et l'idée de la phénoménologie de l'esprit avec Hans-Georg Gadamer). En 1968, il est professeur de philosophie à l'université de la Ruhr à Bochum et y installe les Archives Hegel (Hegel-Archiv). Il publie dans ce cadre l'édition critique des œuvres de Hegel et la revue Hegel-Studien, qu'il a fondée en 1961. En 1973, il est professeur invité à l'université d'État de Pennsylvanie. Depuis 1977, il est membre de l'Académie des sciences et des arts de Rhénanie-du-Nord-Westphalie. De 1978 à 1983, il est président de la Société allemande pour la recherche phénoménologique, puis membre d'honneur. Il est actuellement professeur émérite.
Après un séjour à Paris, en 1957, Pöggeler rédige un article sur la réception de Heidegger à la Sorbonne par Jean Wahl. Martin Heidegger l'invite alors, en 1959, à prononcer une conférence à l'occasion de son soixante-dixième anniversaire ("L'Être comme événement"). Pöggeler étudie ses Beiträge für Philosophie, une œuvre-clé alors inédite et entreprend une grande étude sur son cheminement de pensée. Il publie des études sur Heidegger à l'occasion des 75 ans puis des 80 ans du philosophe ("l'historicité dans l'œuvre tardive de Heidegger" et "Heidegger aujourd'hui") et lui consacre encore de nombreux ouvrages par la suite (sur la définition de l'herméneutique, l'engagement politique et la philosophie de l'art).
Pöggeler était lié également au poète Paul Celan, qu'il a rencontré à Paris, en 1957, et avec qui il fait le projet d'une phénoménologie du poétique. Il lui consacre plusieurs travaux qui posent la question de l'interprétation, du langage, de l'herméneutique. Pöggeler critique Hans-Georg Gadamer pour ne pas prendre suffisamment en compte la question de la Shoah dans son interprétation de l'œuvre de Celan. Il aborde aussi la question délicate des rapports de Celan avec Heidegger (Pöggeler en a discuté avec Heidegger lui-même entre 1959 et 1972) et défend l'idée que seule la mort du "poète de l'holocauste" aurait mis fin à son dialogue avec l'auteur de Sein und Zeit.